# ヘルシェル・グリュンシュパン

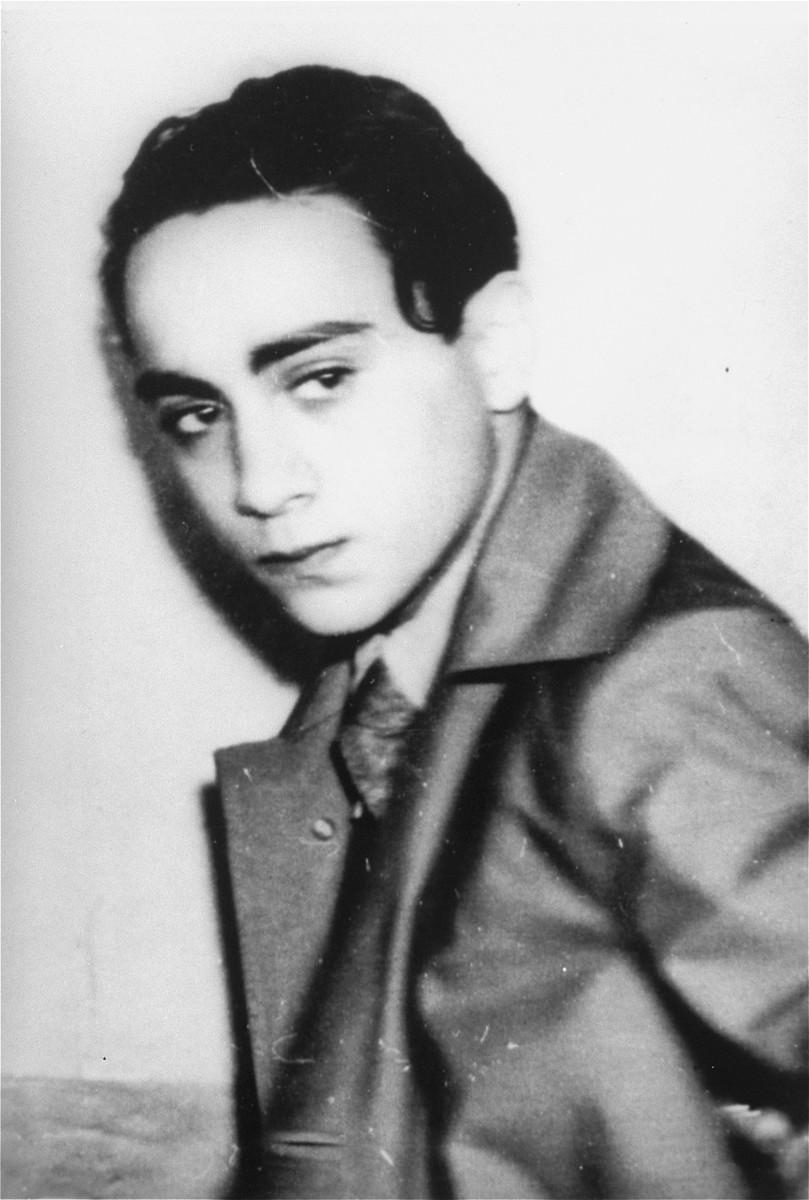
1938年11月7日の逮捕後の写真。

ヘルシェル・グリュンシュパン（Herschel Grynszpan、1921年3月28日 ‐ 没年不詳）は、ユダヤ系ポーランド人の男性。
ナチス・ドイツのユダヤ人政策へ抗議するため、駐仏ドイツ大使館付書記官エルンスト・フォム・ラートを暗殺したことで知られる。

## 略歴
ドイツのハノーファーにユダヤ系ポーランド人の仕立て屋ゼンデル・グリュンシュパンの子として生まれる。グリュンシュパン家は第一次世界大戦後にポーランドから移民してきた一家であった。国民社会主義ドイツ労働者党（ナチ党）政権掌握後の1935年に、ユダヤ系であることを理由にドイツの学校から追放された。その後、両親の援助で単身フランスのパリへ移住した。
1938年10月28日、ドイツの保安警察長官ラインハルト・ハイドリヒが、第一次世界大戦後にドイツへ移住してきたユダヤ系ポーランド人1万7000人をポーランドへ送り返す追放命令を出した。ドイツ警察がポーランド系ユダヤ人を次々とトラックや列車に乗せ、ポーランドの国境付近まで移送した。しかし、ポーランド政府は国境を封鎖。ユダヤ人は国境付近で家も食料もなく放浪することになった。グリュンシュパン家も放浪させられた一家であった。父ゼンデルの惨状はパリにいた息子のヘルシェル（当時17歳）にも伝わった。彼はユダヤ人の惨状を世界に訴えるため、ドイツ高官の暗殺を考えるようになった。
1938年11月7日、ヘルシェルはリボルバーを手に駐仏ドイツ大使館へ赴いた。はじめはドイツ大使ヨハネス・フォン・ヴェルツェック伯爵（Johannes von Welczeck）を暗殺しようと考えていたようだが、結局応対をした三等書記官のエルンスト・フォム・ラートを射殺した。ヘルシェルは逃げることもなく警察に逮捕され、罪を認めた。しかし、皮肉にもラートは反ナチ派であった。
この暗殺を受けて、11月9日から11月10日にかけてドイツ全土で反ユダヤ主義暴動が発生した（水晶の夜）。これにあたり、ハイドリヒやハインリヒ・ミュラーは「ラート暗殺に絡む暴動が予定されているので取り締まりをするな」と各地の警察に指示を出しており、グリュンシュパンの事件に乗じたナチ政府による官製暴動の疑惑もある。この事件以降、ドイツ国内でユダヤ人迫害が強化され、ホロコーストの転換点の一つとなった。
グリュンシュパンは1938年から1940年まで裁判継続中の状態でフランスの刑務所に拘置されていたが、第二次世界大戦でフランスがドイツに降伏した後、ドイツ国内のザクセンハウゼン強制収容所やフロッセンビュルク強制収容所へ移送され、1942年頃を境に消息不明となった。その後の彼については、ゲシュタポもしくは親衛隊に殺害されたと考えられているが、1945年頃まで生存していた、1946年に彼とよく似た人物の写真が撮影されたなど、様々な説があり詳細は不明である。1960年、西ドイツ政府により正式に死亡宣告がされた。
なお、グリュンシュパンの両親はナチスによりポーランドへ強制送還されたものの、1939年にソ連へ脱出して生き延び、戦後にはイスラエルへ移住した。父ゼンデルは、水晶の夜に触発されて作曲されたマイケル・ティペットのオラトリオ「我らが時代の子」のイスラエル初演（1952年）へ招待された。